# Festival of the Lion King

Festival of the Lion King (« Le festival du Roi Lion ») est un spectacle musical présenté sur scène dans les parcs Disney's Animal Kingdom de Walt Disney World Resort et de Hong Kong Disneyland. Il présente l'histoire développée dans le film Le Roi lion (1993).

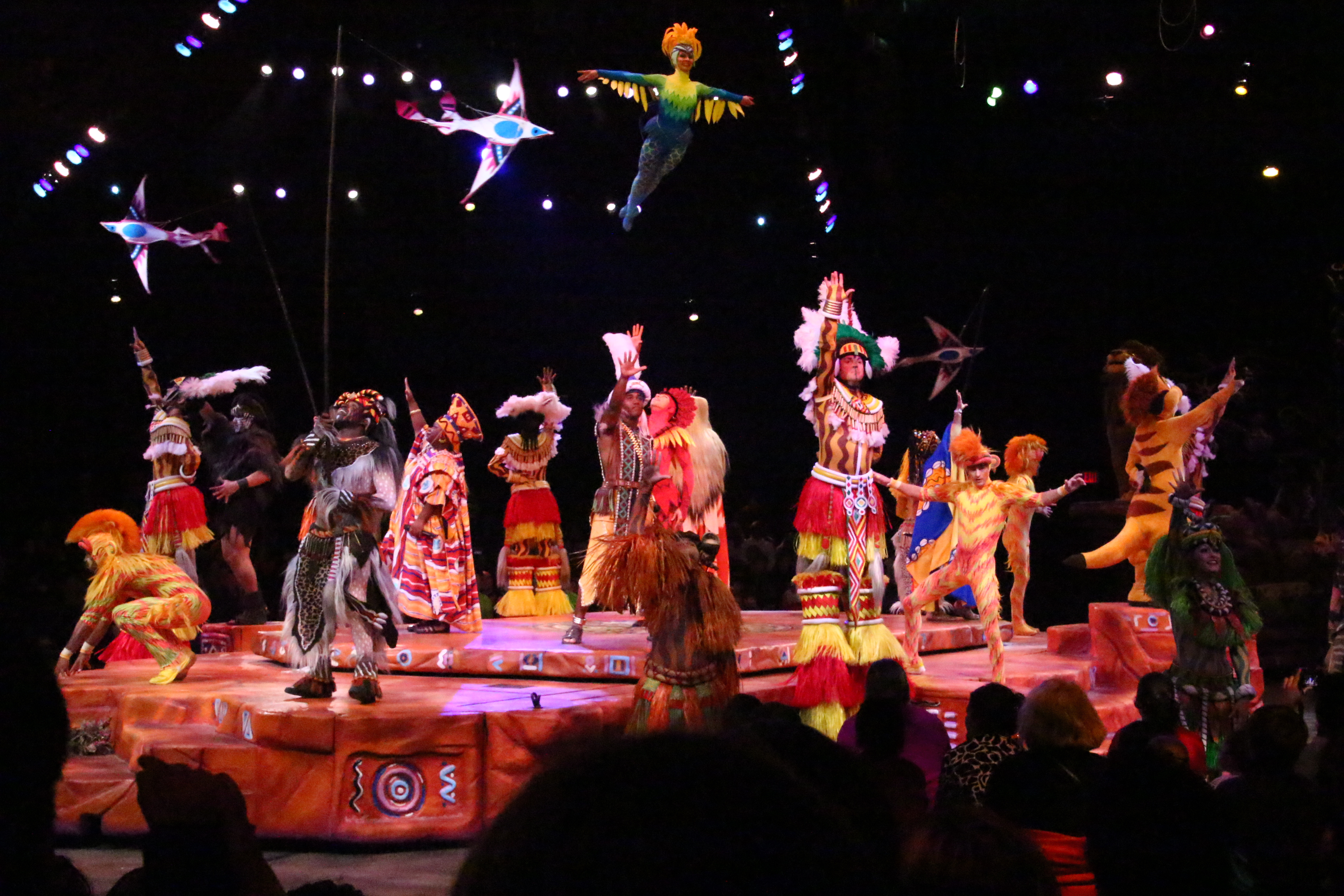
Personnages de la finale de la comédie musicale Festival of the Lion King au Disney's Animal Kingdom en Floride.

Ce spectacle diffère du spectacle Legend of the Lion King (Légende du Roi Lion) principalement en raison de la disposition de la salle évoquant les feux de camp.
Le spectacle présente 4 chanteurs, plusieurs acrobates, danseurs et une flotte d'audio-animatronics (semblable à ceux des parades) comprenant Simba, Pumbaa, une girafe et un éléphant. Le spectacle ayant été conçu en collaboration avec Julie Taymor, il possède une certaine ressemblance avec la comédie musicale présentée à Broadway

## Disney's Animal Kingdom
Le spectacle est présenté dans un théâtre circulaire fermé situé initialement dans la section Camp Minnie Mickey. Depuis 2014, une nouvelle salle a été construite dans Harambe, le village à l'entrée de la section Africa
La salle est divisée en quatre sections nommées : phacochère, éléphant, girafe et lion. Selon la position du spectateur dans l'une ou l'autre des sections, il devra lors du spectacle pousser le cri de l'animal de la section.
- Ouverture : 22 avril 1998 (avec le parc)
- Capacité : 1 375 places (pour le Camp Minnie Mickey)
- Durée : 28 minutes
- Type d'attraction : théâtre assis circulaire
- Situation : 28° 21′ 20″ N, 81° 35′ 33″ O

Le 2 mai 2014, le parc Disney's Animal Kingdom annonce Harambe Nghts une cérémonie nocturne du 7 juin au 9 août pour célébrer les 20 ans du Roi Lion avec une nouvelle salle accueillant Festival of the Lion King et des animations de rues.

## Hong Kong Disneyland
Le spectacle est présenté dans le Theater in the Wild d'Adventureland qui reprend trait pour trait la forme de celui à Disney's Animal Kingdom.
- Ouverture : 12 septembre 2005 (avec le parc)
- Durée : 28 minutes
- Type d'attraction : théâtre assis circulaire